# Sinapomorfia

Cladograma que mostra la terminologia utilitzada per descriure diferents patrons d'estats de caràcters ancestrals i derivats

Un caràcter sinapomòrfic, o sinapomorfia (del grec συν, « comú », απο, « derivat de » i μορφος, « forma »), és un caràcter derivat (o apomòrfic), compartit per dos o més tàxons. El fet que estigui compartit per almenys dos tàxons certifica que la derivació no és simplement contingent sinó que és persistent i característica de noves espècies viables.
Una sinapomorfia determina així un grup monofilètic estricte, o clade -l'únic grup reconegut per la cladística-.
La sinapomorfia és una noció més recent que la d'homologia, la qual va sorgir de la filogènia.
En efecte els òrgans anatòmics homòlegs expressen una sinapomorfia, però la sinapomorfia no concerneix obligatòriament òrgans diferenciats on calgui detectar l'homologia: es pot donar en òrgans perfectament idèntics, es pot veure en caràcters que no són anatòmics (per exemple bioquímics).

## Altres casos d'isomorfia

### Sinapomorfia i simplesiomorfia

Il·lustració de sinapomorfia i simplesimorfia

Un caràcter compartit pot ser heretat d'un ancestre comú (homologia) però no derivat (és a dir, que no hagi evolucionat d'una o més 'branques' del tàxon): aleshores és una plesiomorfia, que determina un grup parafilètic -una altra part de la descendència haurà adquirit per altres el caràcter derivat-.
Sinapomorfia i simplesiomorfia són així generalment complementàries, l'una indueix l'altra.

### Sinapomorfia i convergència
Tots els organismes vius que presenten caràcters sinapomòrfics es poden agrupar dins un mateix conjunt: per exemple l'existència de plomes i la transformació de les clavícules en una fúrcula són caràcters sinapomòrfics en els ocells.
En canvi, tenir caràcters comuns en diversos tàxons no és garantia de sinapomorfia. En efecte la convergència evolutiva és susceptible de fer aparéixer caràcters semblants, però no derivats ni homòlegs: per exemple l'aparició d'ales en els ratpenats (ordres Chiroptera, mamífers), els Pterygota (insectes alats), i els ocells (classe Aves), correspon a un polifiletisme.